# Daróczy József
Daróczy József (Budapest, 1885. október 23. – Budapest, 1950. március 26.) magyar filmrendező, filmproducer, forgatókönyvíró, színházigazgató, vezérőrnagy.

## Életpályája
Szülei: Daróczy Rezső (1852–1912) MÁV-felügyelő és Zacsovits Laura voltak. A Ludovika Akadémián végzett. 1905–1918 között tényleges katonatiszt volt. Leszerelése után mozitulajdonos, a Tó, a Corvin, az UFA (Uránia Nemzeti Filmszínház) és a Palace (Bástya) filmszínház igazgatója volt. 1927–1933 között Berlinben a filmszakmában tevékenykedett és tanulmányokat folytatott. 1934-től önálló filmproducer volt. 1936-ban társtulajdonosa lett a Hajdúfilm Gyártási és Kereskedelmi Kölcsönző KFT-nek, majd írt és rendezett több filmet. 1945–1949 között katonatiszt volt mint tényleges vezérőrnagy. 1950-ben hunyt el Budapesten 64 éves korában.
Sírja a Farkasréti temetőben volt.
A filmszakma üldözötteit támogatta, és igyekezett meghonosítani egy nagystílű látványos filmirányzatot. Önálló rendezőként a Miért? című vígjátékkal vonta magára a figyelmet.

### Magánélete
Felesége Hajdu Eta (születési nevén: Hromadnik Etelka) színésznő volt, akit 1938. október 10-én vett feleségül. Felesége korábban Az ellopott szerda című filmjének egyik női főszerepét játszotta.

## Filmjei

### Filmproducerként
- Tokajerglut (1933)
- Az ellopott szerda (1933) (forgatókönyvíró is; a film a Tokajerglut magyar változata, részben egyező színészekkel)
- Pesti mese (1937)
- Az ember néha téved (1938)
- Tizenhárom kislány mosolyog az égre (1938)
- Magyar Feltámadás (1939)
- Áll a bál (1939)
- Igen vagy nem? (1940)
- Férfihűség (1942) (filmrendező és forgatókönyvíró is)
- Késő (1943) (filmrendező és forgatókönyvíró is)
- Pista tekintetes úr (1943) (filmrendező is)
- Rákóczi nótája (1943) (filmrendező és forgatókönyvíró is)
- Vihar után (1945) (filmrendező is)

### Filmrendezőként
- A mi Budapestünk (1927)
- Falu alatt folyik egy patak (1927)
- Miért? (1943)

### Művészeti vezetőként
- Végre! (1941)

## Könyv
- Becsületszó. Filmvázlat. Daróczy József elképzeléseiből írta Nagyiváni Zoltán; Athenaeum Ny., Budapest, 1942